# Нинисина
Нинисина или Нининсина (шум. Госпожа Исина) — шумерская богиня излечения и божественная покровительница города Исина.
Её прославляли как «великого врача черноголовых» (то есть шумеров). Её отцом был небесный бог Ану, её матерью — богиня земли по имени Ураш. Их сын Даму также стал доктором, изгнав демонов и «вылечив порванное сухожилие».